# Schefflera barteri
Schefflera barteri är en araliaväxtart som först beskrevs av Berthold Carl Seemann, och fick sitt nu gällande namn av Hermann August Theodor Harms. Schefflera barteri ingår i släktet Schefflera och familjen araliaväxter. Inga underarter finns listade.